# Liste der Chief Minister von Westbengalen
Die folgende Tabelle listet die Chief Minister von Westbengalen mit Amtszeit und Parteizugehörigkeit auf.
| #  | Name                   | Amtsantritt      | Ende der Amtszeit | Partei                       |
| 1  | Prafulla Chandra Ghosh | 15. August 1947  | 13. Januar 1948   | Indian National Congress     |
| 2  | Bidhan Chandra Roy     | 14. Januar 1948  | 30. Juni 1962     | Indian National Congress     |
|    | (President’s rule)     | 1. Juli 1962     | 7. Juli 1962      |                              |
| 3  | Prafulla Chandra Sen   | 8. Juli 1962     | 14. März 1967     | Indian National Congress     |
| 4  | Ajoy Kumar Mukherjee   | 15. März 1967    | 1. November 1967  | Bangla Congress Party        |
| 5  | Prafulla Chandra Ghosh | 2. November 1967 | 19. Februar 1968  | parteilos                    |
|    | (President’s rule)     | 20. Februar 1968 | 24. Februar 1969  |                              |
| 6  | Ajoy Kumar Mukherjee   | 25. Februar 1969 | 18. März 1970     | Bangla Congress Party        |
|    | (President’s rule)     | 19. März 1970    | 1. April 1971     |                              |
| 7  | Prafulla Chandra Ghosh | 2. April 1971    | 27. Juni 1971     | Indian National Congress     |
|    | (President’s rule)     | 28. Juni 1971    | 18. März 1972     |                              |
| 8  | Siddhartha Shankar Ray | 19. März 1972    | 20. Juni 1977     | Indian National Congress     |
| 9  | Jyoti Basu             | 21. Juni 1977    | 5. November 2000  | CPI(M)                       |
| 10 | Buddhadeb Bhattacharya | 6. November 2000 | 17. Mai 2011      | CPI(M)                       |
| 11 | Mamata Banerjee        | 20. Mai 2011     | im Amt            | All India Trinamool Congress |